# セブンス アニバーサリー
『セブンス アニバーサリー』（Seventh Anniversary）は、2003年に公開された日本映画（ガーリー・ムービー）。

## あらすじ
ルルは失恋のたびに体から小さな石が出てくる。医師は尿管結石と診断するが、ルルは今まで出てきた石を恋の思い出として大切に保存している。7回目のマー君との恋に破れたときに生まれた石は、いつもの石より少し大きく美しかった。「Seventh Anniversary」（セブンス アニバーサリー）と名付けて指輪にし、ナナと潤の勧めでオークションに出したところ、1000万円の値がついた。指輪を落札した奥貫との恋がはじまる。彼はルルに店を開かせ、女たちが持ち込む石にルルが値段を付けると、男たちが争って買っていく。ルルが世間から持ち上げられていく様子を幼なじみの天平が心配する。

## スタッフ
- プロデューサー：佐谷秀美、鳥澤晋
- 監督：行定勲
- 脚本：伊藤ちひろ
- 撮影：福本淳
- 照明：市川徳充
- キャスティング：星久美子
- 音楽：MOKU
- 製作：アミューズ、スープレックス

## キャスト
- ルル：小山田サユリ
- 天平（ルルの幼なじみ）：柏原収史
- 奥貫：津田寛治
- ナナ（ルルの先輩）：秋本奈緒美
- 潤（ナナの彼氏）：水橋研二
- 夏生：堀北真希
- 夏生の友達：美波
- 有沢：手塚とおる
- 有沢の妻：中島ひろ子
- 取立て屋兄貴分：豊原功補
- 取立て屋コツボ：森下能幸
- ノリ（ルルの友達）：岡元夕紀子
- カワノ（初恋の相手）：川村陽介
- サカイ（4番目の男）：須賀貴匡
- マー君（7番目の男）：戸田昌宏
- ナオコ（ルルの友達）：三坂知絵子
- サヤカ：三津谷葉子
- 医者：諏訪太郎
- 看護婦：南加絵
- 女子大生1：猪俣ユキ
- 女子大生2：三輪明日美
- 宮台：宮台真司
- 塾の講師：池内博之

## DVD
『Seventh Anniversary』（ASIN:B0000ZP4VK） - アミューズソフト販売より2004年1月に発売